# 町かどタンジェント
『町かどタンジェント』（まちかどタンジェント）は日本の声優ユニットの「コーロまちカド・shami momo」による1枚目のシングル。2019年8月7日にポニーキャニオンより発売された。

## 概要
TVアニメ「まちカドまぞく」の主要キャラクター達を演じる声優の小原好美、鬼頭明里、髙橋ミナミ、高柳知葉の4人からなる声優ユニット「コーロまちカド」と小原好美、鬼頭明里の2人からなる「shami momo」による1枚目のシングルであり、収録内容がほぼ同じの2枚目のシングル「よいまちカンターレ」と同時にリリースされた。
1番の「町かどタンジェント」は小原好美と鬼頭明里のユニット「shami momo」の曲で、2番の「よいまちカンターレ」は「コーロまちカド」の曲となっている。
また「町かどタンジェント」は「まちカドまぞく」のopとなっており作詞作曲は辻林美穂が担当しており、カップリング曲として収録されている2番の「よいまちカンターレ」は「まちカドまぞく」EDとなっており作詞は原作者の伊藤いづも、作曲は藤本功一となっている。
チャート
オリコン週間チャートの最高順位は42位、登場回数は13週となっている。

## 収録曲
| #         | タイトル                             | 作詞       | 作曲・編曲 | 時間  |
| --------- | ------------------------------------ | ---------- | ---------- | ----- |
| 1.        | 「町かどタンジェント」               | 辻林美穂   | 辻林美穂   | 3:18  |
| 2.        | 「よいまちカンターレ」               | 伊藤いづも | 藤本功一   | 3:40  |
| 3.        | 「SAKURAスキップ」(instrumental)     |            |            | 3:18  |
| 4.        | 「Shake!」(instrumental)             |            |            | 3:40  |
| 5.        | 「町かどタンジェント」(TV size edit) | 辻林美穂   | 辻林美穂   | 1:33  |
| 合計時間: | 合計時間:                            | 合計時間:  | 合計時間:  | 15:29 |